# مسابقات ورزش‌های آبی اروپا ۱۹۸۹
مسابقات ورزش‌های آبی اروپا ۱۹۸۹ از ‍۱۵ تا ۲۰ آگوست ۱۹۸۹ در شهر بن، آلمان غربی برگزار شده است.

## جدول مدال‌ها
میزبان 
| رتبه  | کشور               | طلا | نقره | برنز | مجموع |
| ۱     | آلمان شرقی         | ۱۶  | ۱۱   | ۱۱   | ۳۸    |
| ۲     | اتحاد جماهیر شوروی | ۶   | ۱۰   | ۶    | ۲۲    |
| ۳     | فرانسه             | ۴   | ۴    | ۱    | ۹     |
| ۴     | ایتالیا            | ۴   | ۱    | ۶    | ۱۱    |
| ۵     | مجارستان           | ۳   | ۴    | ۱    | ۸     |
| ۶     | آلمان غربی         | ۳   | ۳    | ۳    | ۹     |
| ۷     | هلند               | ۲   | ۴    | ۳    | ۹     |
| ۸     | لهستان             | ۲   | ۲    | ۲    | ۶     |
| ۹     | بریتانیای کبیر     | ۲   | ۰    | ۱    | ۳     |
| ۱۰    | اسپانیا            | ۱   | ۰    | ۰    | ۱     |
| ۱۱    | یوگسلاوی           | ۰   | ۱    | ۱    | ۲     |
| ۱۲    | بلژیک              | ۰   | ۱    | ۰    | ۱     |
| ۱۲    | بلغارستان          | ۰   | ۱    | ۰    | ۱     |
| ۱۲    | جمهوری ایرلند      | ۰   | ۱    | ۰    | ۱     |
| ۱۵    | سوئیس              | ۰   | ۰    | ۳    | ۳     |
| ۱۶    | دانمارک            | ۰   | ۰    | ۲    | ۲     |
| ۱۶    | سوئد               | ۰   | ۰    | ۲    | ۲     |
| ۱۸    | نروژ               | ۰   | ۰    | ۱    | ۱     |
| مجموع | مجموع              | ۴۳  | ۴۳   | ۴۳   | ۱۲۹   |